# Max Janlet
Max Gustave Janlet (Saint-Gilles, 10 gennaio 1903 – Bruxelles, 8 dicembre 1976) è stato uno schermidore belga, vincitore di una medaglia di bronzo ai Campionati Internazionali di scherma.